# أماتو فيراري
أماتو فيراري (بالإيطالية: Amato Ferrari)‏ هو سائق سيارة سباق إيطالي، ولد في 18 أبريل 1966 في روما في إيطاليا.